# Epo-555
epo-555 er et dansk indieband. I 2004 udgav de deres debutalbum Dexter Fox på det danske pladeselskab Crunchy Frog. I 2006 udgav de deres andet album Mafia og i 2007 ep lp'en Mafia Fallout.
Deres musik karakteriseres ifølge Undertoner Arkiveret 17. december 2005 hos  Wayback Machine som en "blanding af simple popmelodier, analoge keyboards og fascination af de tidlige 90’eres shoegazer-scene." 

Den originale bandbesætning bestod af Mikkel Max Hansen, Camilla Florentz, Ebbe Frej og Jacob Nielsen. 
 
På deres andet album blev Jacob Nielsen skiftet ud med Hans Emil Hansen (Tidl. Traening som også har sit solo-sideprojekt Evil Death Machine). Senere gik Camilla Florentz på grund af graviditet, ud af bandet, og Tine Winther kom med i stedet for. Camilla Florentz lavede senere sammen med Mikkel Max Hansen og Ivan Petersen  sideprojektet Oliver North Boy Choir.
Ivan Petersen og Mikkel Max Hansen fra Oliver North Boy Choir annoncerede 27-07-2009 et nyt band med navnet The Boombox Hearts, som i følge Gaffa spiller en blanding af 60'er-pop, lo-fi, country og indie. I samme udmelding Mikkel Max Hansen og Ivan Petersen blev det fortalt, at de var gået sammen om et band, som spiller og synger på dansk. Dette band har fået navnet Tempomatador (tidligere kaldt Mikkel Max & Drømmenes Bodega)

I 2009 den 5. september, efter lang tids tavshed omkring bandets fremtid, spillede epo-555 deres afskedskoncert i anledningen af Crunchy Frog's 15 års fødselsdag. Her gav de koncert sammen med bl.a. Powersolo, Lars and The Hands of Lights, 18th Dye, Beta Satan og First Floor Power. Epo-555 spillede her deres yndlings sange: Maid in china, Sophia, Le beat's on fire, Hyperschlieb, Sugarspiced Suicide, Pizza Tintin, Pre-Emptive Stroke og Harry Mämbourg. 

## Diskografi

### Albums
- 2004: Dexter Fox

1. Dexter Fox
2. Le Beat's on Fire
3. Cha Cha When They're Young
4. Dakota
5. Pioneers
6. Sugar for the War Machine
7. Pre-emptive Stroke
8. L'art Pour la Fart
9. Il Presidente
10. Angelina Ballerina
11. What's Wrong with Disco Tango à la Carte
12. Sophia
13. So Long Cowboy

- 2006: Mafia

1. Spirit of Fun
2. Hyperschlieb
3. Grisslappan
4. Harry Mämbourg
5. Pizza Tintin
6. Tess La Coil
7. The Final Surf
8. Centipede
9. Maid in China
10. Examinor No. 39
11. Überholen hat keinen Zweck

- 2007: Mafia fallout LP

A
1. Grisslappan – radioactive remix
2. Stripped

B
1. Sugarspiced Suicide
2. Pizza Tintin